# Ceromasia rubrifrons
Ceromasia rubrifrons is een vliegensoort uit de familie van de sluipvliegen (Tachinidae). De wetenschappelijke naam van de soort is voor het eerst geldig gepubliceerd in 1834 door Justin Pierre Marie Macquart.